# Balwerpen
Balwerpen wordt gedaan door de allerjongste leeftijdsgroepen in de atletiek. In Nederland wordt geworpen met een softbal, in België met een hockeybal. Het wordt beoefend door de jeugd tot en met 11 jaar, omdat speerwerpen te gevaarlijk is. Ook bij wedstrijden wordt het balwerpen verwerkt en het kan deel uitmaken van een meerkamp. 
Het nummer doe je door na een aanloop een bal zover mogelijk weg te werpen. De atleet moet achter de afwerplijn blijven en de bal moet terechtkomen binnen een op het veld met witte lijnen aangegeven sector, allemaal net als bij het speerwerpen. Een goede balwerptechiek kan een goede basis voor het speerwerpen zijn, hoewel het balwerpen ook kan leiden tot later bij het speerwerpen lastig af te leren fouten. De bal is licht in vergelijking met ook de lichtste speren (400 gram) en het werpen van een bal met sterk gebogen arm gaat prima, terwijl die armhouding bij het speerwerpen een van de belangrijkste blessureveroorzakers is.
In de pupillenatletiek in Nederland worden door de Atletiekunie geen ranglijsten en records bijgehouden, dit om de sport een speels karakter te laten houden. Bij het balwerpen zijn dan ook geen records bekend.

## Gewicht van de bal

### Nederland
- 170-200 gram (pupillen A)
- 140-160 gram (pupillen B)
- 80-100 gram (mini)

### België
- 135-155 gram (pupillen en benjamins)